# Iranisches Menschenrechts-Dokumentationszentrum
Das Iranische Menschenrechts-Dokumentationszentrum (engl. The Iran Human Rights Documentation Center (IHRDC)) ist eine in New Haven (Connecticut, USA) ansässige, registrierte Non-Profit-Organisation.
IHRDC wurde im Jahr 2004 von einer Gruppe Menschenrechts-Aktivisten, Studenten und Historikern gegründet, um die Menschenrechtsverletzungen insbesondere im Iran zu dokumentieren. Zusammengetragen werden Informationen über Verantwortliche, Verantwortung, Menschenrechtskultur und die Rolle des Rechts im Iran.
Aufsichtsrat-Mitglieder sind prominente US-amerikanische Rechtsanwälte und Rechtswissenschaftler wie Owen Fiss (Yale), Lawrence Douglas (Amherst), Laura Dickenson (Arizona State University) und John G. Simon (Yale), aber auch Schriftsteller wie die iranisch-amerikanische Autorin Roya Hakakian, die auch Mitbegründerin der Organisation ist. Geschäftsführer des Vereins ist seit 2014 Rod Sanjabi, davor Renee C. Redman.

## Zielsetzung und Aktivitäten
Wichtigste Zielsetzung des Zentrums ist die
- konzise Erstellung von Unterlagen zu Dokumentation und Aufarbeitung der Menschenrechtssituation im Iran seit der 1979er Revolution sowie Klärung der Verantwortlichkeit für Menschenrechtsverletzungen.
- Die gesammelten Informationen sollen für die wissenschaftliche Nutzung und zur Aufklärung der Öffentlichkeit zugänglich gemacht werden.
- Verantwortlichkeit für und Schuld an Menschenrechtsverletzungen sollen öffentlich gemacht werden, genauso wie die Beachtung von Menschenrechten und die Rolle des Rechts im Iran.
- Initiierung eines informierten Dialogs über die Menschenrechtssituation im Iran in der akademischen und allgemeinen Öffentlichkeit innerhalb und außerhalb des Iran.

## Finanzierung
Das amerikanische Außenministerium ist mit insgesamt 3 Mio. Dollar seit der Gründung des Vereins dessen Hauptfinanzier. Nach den umstrittenen Präsidentschaftswahlen im Iran 2009 hat auch die Kanadische Regierung Gelder bereitgestellt. Zusätzlich erhält das Zentrum Unterstützung durch private Stiftungen und Einzelspender.

## Untersuchungen der Menschenrechtssituation im Iran
IHRDC betreibt gegenwärtig zwei Agenden:
1. Ein Programm zu investigativen Erforschung, Analyse und Dokumentation von Menschenrechten und
2. eine Dokumenten-Datenbank mit der Bezeichnung Aadel-Sammlung, welche für Personen innerhalb des Iran und weltweit zugänglich ist.

## Aadel-Sammlung
Die Aadel-Sammlung ist eine Datenbank mit Dokumenten, Fotografien und Videodateien mit Bezug zur Menschenrechtssituation im Iran seit 1979. Diese ist besonders wertvoll für lokale Menschenrechtsanwälte, die auf Informationen zugreifen möchten, welche von der Iranischen Regierung zensiert oder unterdrückt werden. Die Datenbank versetzt Forscher innerhalb Irans in die Lage, eigene Nachforschungen zu betreiben und damit weiteren Anwälten Unterstützung zukommen zu lassen.
Die Sammlung enthält dokumentierte Beweise mit Bezug zu iranischem und internationalem Recht, sowie Zeugenaussagen, die Ergebnis von Befragungen und Interviews durch IHRDC-Mitarbeiter und IHRDS-Rechtsanwälte sind. Video-Aussagen werden in Farsi (Persisch) mit englischem Untertitel aufgenommen, schriftliche Aussagen werden in Englisch und auf Farsi veröffentlicht. Schriftliche Aussagen sind über einen Thesaurus sowie mindestens über Stich- und Schlagworte möglich, meist ist aber auch eine Volltextsuche implementiert.
Regelmäßige Newsletter und Reports, die das Zentrum auf Englisch und Farsi publiziert, sind Ergebnis gründlicher Primärforschung, einschließlich Zeugen-Interviews auf der ganzen Welt sowie unter Hinzuziehung anderer Beweisunterlagen. Die Reports dienen als Grundlage der Bewertung von Vorkommnissen, für die die iranische Regierung Verantwortung trägt. Darüber hinaus gehören zur Zielgruppe auch Politiker und andere Akteure, welche in die Verletzung zivilgesellschaftlicher Prinzipien durch die iranische Regierung involviert sind.

## Reaktionen aus dem Iran
Als Reaktion auf die Aktivitäten des Zentrums erschien IHRDC auf einer Liste mit insgesamt 60 Organisationen und Institutionen, die nach Ansicht des iranischen Innenministeriums als subversiv eingeschätzt werden. Die regierungsnahe, ultrakonservative Zeitung Keyhan verurteilte das Zentrum im Herbst 2009.

## IHRDC-Reports
Bisher hat das IHRDC 14 Reports veröffentlicht:
- Impunity in Iran: The Death of Photojournalist Zahra Kazemi,
deutsch.: Ungesühnte Verbrechen im Iran: Der Tod der Fotojournalistin Zahra Kazemi
- A Faith Denied: The Persecution of the Baha’is of Iran,
deutsch: Ein geleugneter Glaube: Die Verfolgung der Bahai im Iran
- Murder at Mykonos: Anatomy of a Political Assassination,
deutsch: Mörder im Mykonos-Restaurant. Innenansicht eines Politischen Mordkomplotts
- Community under Siege: The Ordeal of the Baha’is of Shiraz,
deutsch: Gemeinschaft im Fadenkreuz: Der Leidensweg der Bahai in Schiras
- No Safe Haven: Iran’s Global Assassination Campaign,
deutsch: Kein Schutz nirgends: Irans globale Mordkampagne
- Mockery of Justice: The Framing of Siamak Pourzand,
deutsch: Karikatur eines Justizsystems: der heimliche Einschluß des Siamak Pourzand
- Condemned by Law: Assassination of Political Dissidents Abroad,
deutsch: Verworfen durch Recht: Mordanschläge auf Politische Abweichler Weltweit
- Crimes Against Humanity: The Islamic Republic’s Attacks on the Bahá’ís,
deutsch: Verbrechen gegen die Menschlichkeit: Die Angriffe der Islamischen Republik auf die Bahai
- Covert Terror: Iran’s Parallel Intelligence Apparatus,
deutsch: Versteckter Terror: Irans zweigleisiger Geheimdienst-Apparat
- Ctrl+Alt+Delete: Iran’s Response to the Internet,
deutsch: STRG-Alt-Löschen: Irans Antwort auf das Internet
- Deadly Fatwa: Iran’s 1988 Prison Massacre,
deutsch: Religiöse Mord-Urteile: Irans Gefängnis-Massaker 1988
- Forced Confessions: Targeting Iran’s Cyber-Journalists,
deutsch: Erzwungene Bekenntnisse: Irans Cyber-Journalisten im Fadenkreuz
- Speaking For The Dead: Survivor Accounts of Iran’s 1988 Massacre,
deutsch: Für die Toten sprechen: Überlebende berichten über das 1988er-Massaker
- Violent Aftermath: The 2009 Election and Suppression of Dissent in Iran,
deutsch: Gewalttätiges Nachspiel: Die 2009er Wahlen und die Unterdrückung von Opposition im Iran
- Silencing the Women’s Rights Movement in Iran. (PDF; deutsch: „Totgeschwiegen: die Frauenbewegung Irans“)